# Strangalepta abbreviata
Strangalepta abbreviata là một loài bọ cánh cứng trong họ Cerambycidae.

## Hình ảnh

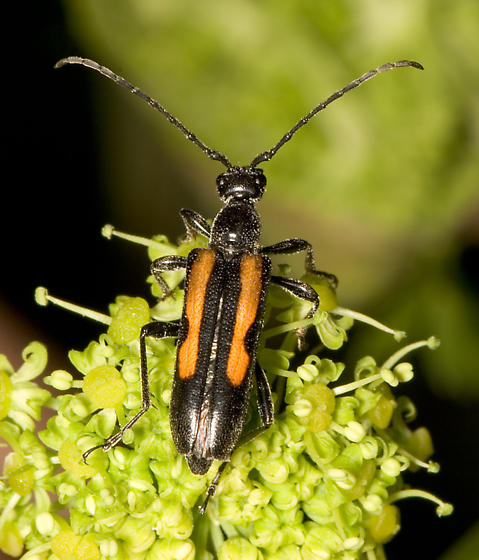